# Kevin Maggs
Kevin Michael Maggs (Bristol, 3 giugno 1974) è un ex rugbista a 15 britannico internazionale per l'Irlanda, divenuto allenatore dopo la fine della carriera agonistica; dal 2011 guida il Moseley, formazione di Birmingham, dopo avere militato da professionista in Bath, Bristol e Ulster; vanta 70 presenze nella Nazionale irlandese e la partecipazione a due Coppe del Mondo.

## Biografia
Inglese di Horfield, sobborgo di Bristol, Kevin Maggs militava nella squadra cittadina dal 1993 quando il suo connazionale Brian Ashton, all'epoca alla guida dell'Irlanda, fu messo a conoscenza della provenienza da Limerick dei suoi nonni materni e lo convinse ad accettare la convocazione della Nazionale in maglia verde, per la quale esordì nel 1997 durante i test di fine anno (sconfitta 15-63 dalla Nuova Zelanda).
Nel 1998 passò al Bath e l'anno successivo prese parte alla Coppa del Mondo di rugby 1999 che si tenne nel Regno Unito; fu anche alla Coppa del Mondo di rugby 2003 in Australia e, nel 2004, si trasferì all'Ulster con cui vinse la Celtic League, l'unico trofeo della sua carriera.
Fu all'Ulster per tre stagioni per poi tornare a Bristol nel 2007, ma nella prima stagione non poté essere impiegato con regolarità per via degli infortuni e per la scoperta di una forma di leucemia che colpì la sua figlia di tre anni, e che a fine 2010 ne provocò la morte.
Nel 2009 lasciò Bristol per trasferirsi al Rotherham e nel 2010 fu al Moseley, nel quale terminò la carriera agonistica e iniziò quella da allenatore, dopo che già l'anno precedente era stato giocatore e tecnico a Rotherham.
Nella sua carriera vanta anche diversi inviti nei Barbarians tra il 2001 e il 2010.

## Palmarès
- Celtic League: 1
Ulster: 2005-06